# August Meine

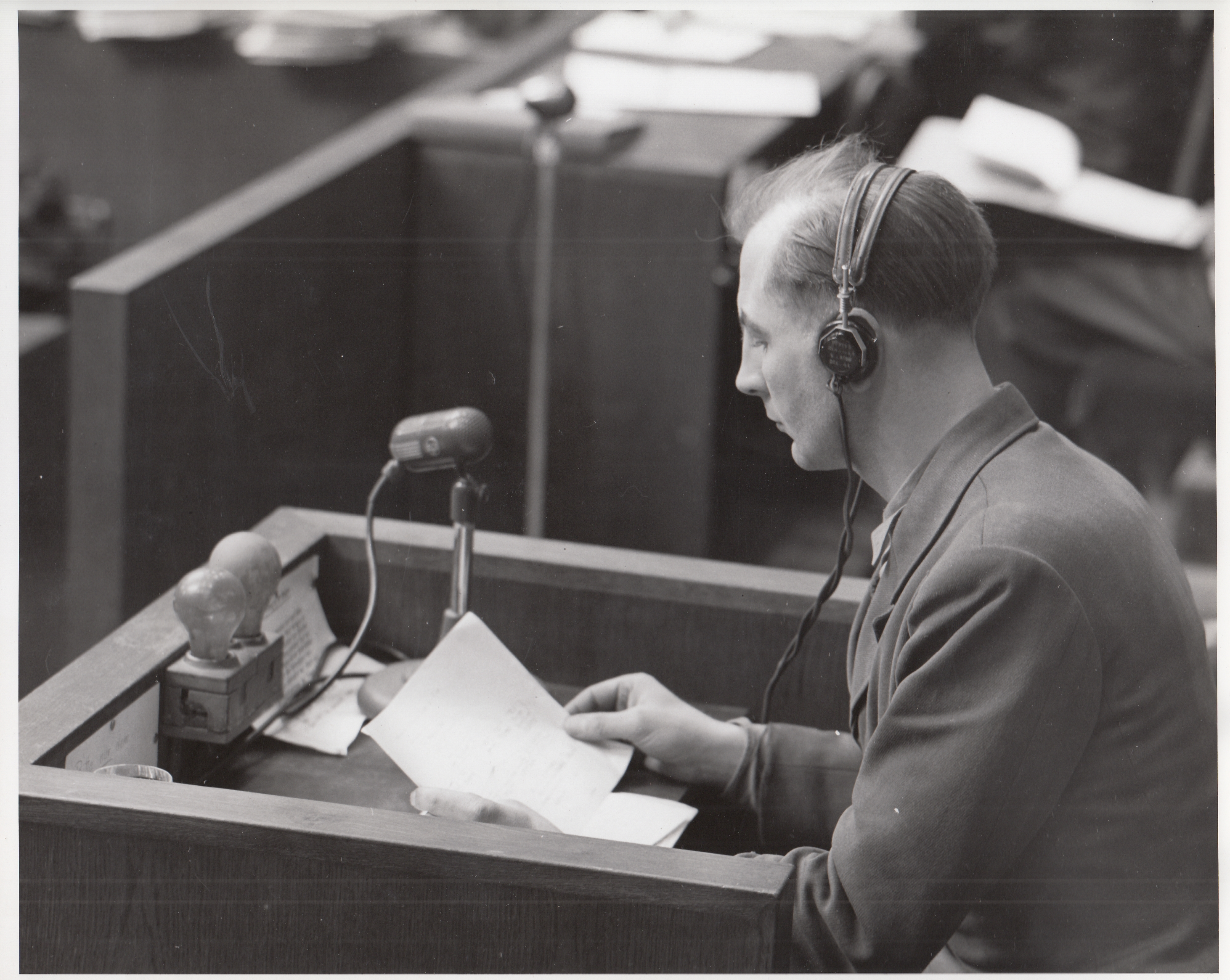
August Meine als Zeuge der Verteidigung im Nürnberger Ärzteprozess.

August Meine (* 13. Oktober 1916 in Vahlbruch bei Holzminden; † 7. Juni 1996 in Hannover) war ein deutscher Jurist und SS-Führer. Meine gehörte während des Zweiten Weltkriegs zu den engsten Mitarbeitern von Heinrich Himmler.

## Leben und Tätigkeit
Nach dem Schulbesuch studierte Meine Rechtswissenschaften. Zu seinen Lehrern gehörte Reinhard Höhn, bei dem er nach dem Krieg eine Dissertation über die geschichtliche Entwicklung der rechtlichen Stellung des deutschen Offiziers zu schreiben beabsichtigte. Er wurde Gerichtsreferendar.
Um 1938 trat Meine in die SS ein (SS-Nummer 320.701). Am 9. Dezember 1940 beantragte er die Aufnahme in die NSDAP und wurde zum 1. Januar 1941 aufgenommen (Mitgliedsnummer 8.287.534).
Im November 1940 wurde Meine zum persönlichen Stab von Heinrich Himmler als Reichsführer SS versetzt.
Vom 22. Juni bis 14. August 1941 nahm Meine mit der SS-Division Reich am Zweiten Weltkrieg teil. Nach einer Verwundung wurde er als Abteilungsleiter in den persönlichen Stab von Himmler zurückversetzt. Als persönlicher Mitarbeiter von Himmler war Meine in der Schriftgutverwaltung des persönlichen Stabes tätig. In dieser Stellung war er Stellvertreter von Rudolf Brandt und hatte als Referent direkten Zugang zu Himmler. Als Stellvertreter von Brandt erledigte Meine, wenn Brandt abwesend war, dessen Funktionen. Er selbst behauptete später, dass Himmler es vermied, ihn die „fragwürdigen Angelegenheiten“, die sonst durch Brandts Hände gingen, wie das Schriftgut zum Euthanasie-Programm oder zur Judenvernichtung, bearbeiten zu lassen, wenn Brandt einmal abwesend war. Diese Vorgänge hätte Himmler, so Meine, in Brandts Abwesenheit ruhen lassen oder selbst bearbeitet. Meine gestand jedoch ein, 1943 das KZ Oranienburg persönlich besucht sowie einen Besuch des Justizminister Otto Georg Thierack im KZ Auschwitz organisiert zu haben.
Während seiner Zugehörigkeit zu Himmlers Stab erhielt er verschiedene Beförderungen, so zum SS-Obersturmführer (9. November 1941) und zum SS-Sturmbannführer (30. Januar 1945).
Bei Kriegsende geriet Meine in alliierte Gefangenschaft. Von 1946 bis 1947 wurde er im Zuge der Nürnberger Prozesse vernommen und zu diesem Zweck sieben Monate lang im Nürnberger Justizpalast untergebracht.
In der Nachkriegszeit arbeitete Meine als Steuerberater und Wirtschaftsprüfer. Zudem wurde er von Historikern als Zeitzeuge über Heinrich Himmler und andere führende SS-Funktionäre sowie über die Organisation der SS und Vorgänge in der SS-Führung befragt.

## Ehe und Familie
Meine war verheiratet mit Lore, geb. Schlieper (* 10. Mai 1913 in Aachen).